# Poker en 1995
Cet article résume les événements liés au monde du poker en 1995.

## Tournois majeurs

### World Series of Poker 1995
Dan Harrington remporte le Main Event. En y finissant 5e, Barbara Enright devient la seule femme à avoir atteint la table finale du Main Event des WSOP.

## Décès
- 16 décembre : Johnny Moss (né le 14 mai 1907)